# Entephria norvegica
Entephria norvegica là một loài bướm đêm trong họ Geometridae.